# NGC 27
NGC 27 là một thiên hà xoắn ốc nằm trong chòm sao Tiên Nữ. Nó được phát hiện vào ngày 3 tháng 8 năm 1884 bởi Lewis Swift.